# مقاطعة إنديان ريفر (فلوريدا)
مقاطعة إنديان ريفر، فلوريدا (بالإنجليزية: Indian River County, Florida)‏ هي إحدى مقاطعات ولاية فلوريدا في الولايات المتحدة. ، بلغ عدد سكانها 138028 نسمة في عام 2010 حسب إحصاء مكتب تعداد الولايات المتحدة وتصل الكثافة السكانية فيها 105.93 نسمة/كم2.

## وصلات خارجية
- www.ircgov.com/